# Возвращение в Брайдсхед (фильм)
«Возвращение в Брайдсхед» (англ. Brideshead Revisited) — британский фильм-драма 2008 года режиссёра Джулиана Джаррольда. Сценарий Джереми Брока и Эндрю Дэвиса базируется на одноимённом романе английского писателя Ивлина Во (1945). Это следующая экранизация произведения после одиннадцатисерийной телепостановки 1981 года.

## Сюжет
Выходец из среднего класса, Чарльз Райдер стремится стать художником. Он изучает историю в Оксфордском университете, где знакомится с состоятельным аристократом лордом Себастьяном Флайтом, гомосексуалом и начинающим алкоголиком. Мать Себастьяна, леди Марчмейн, неодобрительно относится к наклонностям сына — она рьяная католичка. Молодые люди становятся друзьями, и Себастьян приглашает Чарльза посетить его богатый дом. Райдер приходит в восторг от родового поместья Флайтов, известного как Брайдсхед. Теперь его жизнь неразрывно связана с семейством Флайт.
Лорд Марчмейн приглашает своих детей Себастьяна и Джулию навестить его в Венеции, леди Марчмейн одобряет поездку, но только если она будет в сопровождении Чарльза, надеясь, что друг окажет положительное влияние на её сына. Однако, Чарльз всё более и более увлекается Джулией и вскоре целует её в тёмном переулке — эту сцену наблюдает Себастьян. Ревнуя, Себастьян прерывает дружбу. По возвращении Чарльза в Англию леди Марчмейн объявляет ему, что Джулия никогда не выйдет за него замуж, так как он атеист.
Личный счёт Себастьяна заморожен его матерью, которая также обеспокоена его усиливающейся алкогольной зависимостью. Посещая Брайдсхед в очередной раз, Чарльз даёт деньги Себастьяну, которые тот тут же тратит на выпивку. Во время вечеринки по случаю помолвки Джулии и Рекса Моттрема одурманенный Себастьян всё-таки срывается, но в неподобающем поведении сына леди Марчмейн винит Чарльза и отказывает ему от дома.
Проходят годы... В доме Райдеров появляется неизлечимо больная леди Марчмейн, которая просит Чарльза привезти сына домой. Он отправляется в Марокко, куда сбежал Себастьян. Чарльз находит бывшего друга в госпитале совершенно спившимся и больным. Себастьян отказывается возвращаться. Мать вскоре умирает.
Спустя несколько лет Чарльз уже женат, слывёт успешным живописцем. На океанском лайнере, следующем из Нью-Йорка в Англию, он встречает Джулию. Любовники понимают, что должны быть вместе, они решают оставить свои семьи и уехать жить в Италию.
Пара возвращается в Брайдсхед, где Чарльз уговаривает Рекса отпустить Джулию. Моттрем соглашается в обмен на два полотна работы Чарльза. Однако, такая договорённость потрясает и возмущает Джулию, которая чувствует себя просто вещью. Одновременно с этим событием происходит другое: в Брайдсхед привозят умирающего лорда Марчмейна, дабы он провёл последние дни в бывшем доме. На смертном ложе он, бывший атеист, возвращается к вере и умирает воцерковленным. Глубоко тронутая таким шагом отца, Джулия понимает, что не может нарушить церковные правила и вступить в брак второй раз.
Спустя годы, во время Второй мировой войны, Чарльз снова оказывается в Брайдсхеде, где развёрнута военная база. Капрал сообщает ему, что Джулия служит в запасе, её старший брат убит. В заключительной сцене фильма Чарльз посещает семейную часовню, где находит единственную зажжённую свечу. Он смачивает руку в святой воде и собирается потушить её, однако передумывает и оставляет зажжённой.

## Актёрский состав
| В ролях         |  | Персонаж                       |
| --------------- |  | ------------------------------ |
| Мэттью Гуд      |  | Чарльз Райдер                  |
| Бен Уишоу       |  | Себастьян Флайт                |
| Хэйли Этвелл    |  | Джулия Флайт                   |
| Эмма Томпсон    |  | Тереза Флайт, леди Марчмейн    |
| Джонатан Кейк   |  | Рекс Моттрем                   |
| Фелисити Джонс  |  | Корделия Флайт                 |
| Майкл Гэмбон    |  | Александр Флайт, лорд Марчмейн |
| Грета Скакки    |  | Кара                           |
| Патрик Малахайд |  | мистер Райдер                  |
| Анна Мэделей    |  | Селия Райдер                   |
| Джозеф Битти    |  | Энтони Бланш                   |
| Джеймс Брэдшоу  |  | мистер Самграсс                |
| Эд Стоппард     |  | Брайди Флайт                   |
| Найалл Багги    |  | отец Маккей                    |

## Съёмки

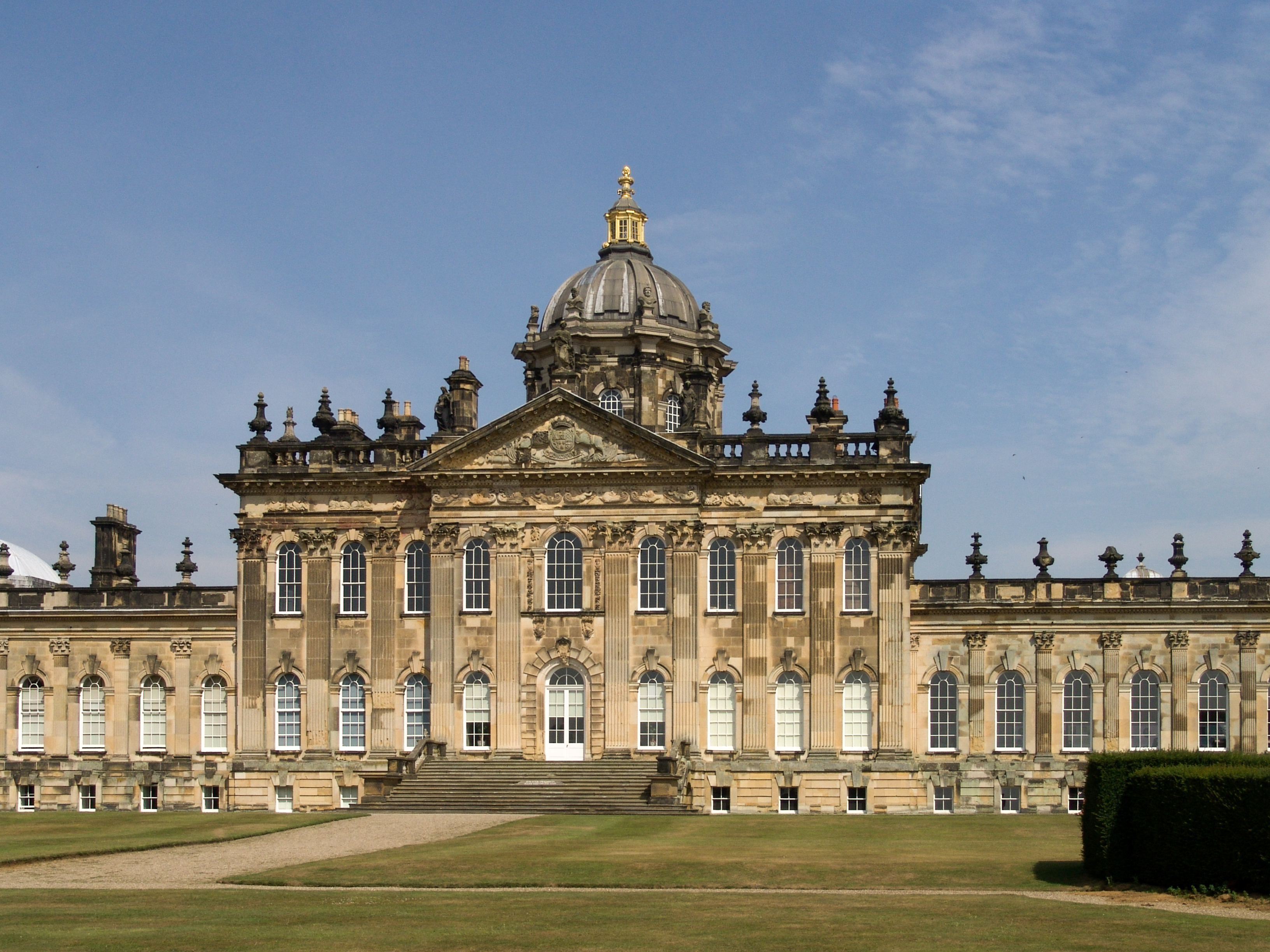
Касл-Ховард

- Внешней архитектурой и внутренним убранством Брайдсхеда послужило поместье Касл-Ховард в Северном Йоркшире[2].

## Критика

### Россия
«Нельзя экономить экранное время, когда имеешь дело с великолепными книгами Ивлина Во», — утверждают кинокритики. Им не понравилась новая лента «Возвращение в Брайдсхед», которую показали на Каннском фестивале.— Радио Культура

Смотреть этот фильм, где заняты такие мастера британского костюмного кино, как Эмма Томпсон в роли леди Марчмейн, приятно и занятно. Но то, что в романе принадлежало области намеков и культурных рефлексий, например гомосексуальный эпатаж Себастьяна и его друзей, показано буквально, с помощью жирной жанровой картинки и сочных актёрских приемов. Сложный мир книги оказывается сведен к дайджесту и движется галопом по Европам (эпизоды в Венеции), а его предметный антураж (имение Марчмейнов) выглядит почти как голливудский китч. — Андрей Плахов